# POU5F1B
POU5F1B (англ. POU class 5 homeobox 1B) – білок, який кодується однойменним геном, розташованим у людей на 8-й хромосомі. Довжина поліпептидного ланцюга білка становить 359 амінокислот, а молекулярна маса — 38 588.
| 10         |  | 20         |  | 30         |  | 40         |  | 50         |
| ---------- |  | ---------- |  | ---------- |  | ---------- |  | ---------- |
| MAGHLASDFA |  | FSPPPGGGGD |  | GPWGAEPGWV |  | DPLTWLSFQG |  | PPGGPGIGPG |
| VGPGSEVWGI |  | PPCPPPYELC |  | GGMAYCGPQV |  | GVGLVPQGGL |  | ETSQPESEAG |
| VGVESNSNGA |  | SPEPCTVPPG |  | AVKLEKEKLE |  | QNPEKSQDIK |  | ALQKELEQFA |
| KLLKQKRITL |  | GYTQADVGLI |  | LGVLFGKVFS |  | QKTICRFEAL |  | QLSFKNMCKL |
| RPLLQKWVEE |  | ADNNENLQEI |  | CKAETLMQAR |  | KRKRTSIENR |  | VRGNLENLFL |
| QCPKPTLQIS |  | HIAQQLGLEK |  | DVVRVWFCNR |  | RQKGKRSSSD |  | YAQREDFEAA |
| GSPFSGGPVS |  | FPPAPGPHFG |  | TPGYGSPHFT |  | ALYSSVPFPE |  | GEVFPPVSVI |
| TLGSPMHSN  |  |            |  |            |  |            |  |            |

A: Аланін

C: Цистеїн

D: Аспарагінова кислота

E: Глутамінова кислота

F: Фенілаланін

G: Гліцин

H: Гістидин

I: Ізолейцин

K: Лізин

L: Лейцин

M: Метіонін

N: Аспарагін

P: Пролін

Q: Глутамін

R: Аргінін

S: Серин

T: Треонін

V: Валін

W: Триптофан

Кодований геном білок за функціями належить до активаторів, фосфопротеїнів. 
Задіяний у таких біологічних процесах, як транскрипція, регуляція транскрипції. 
Білок має сайт для зв'язування з ДНК. 
Локалізований у ядрі.